# Marcel Cadolle
Marcel Cadolle (París, 21 de diciembre de 1885 - París, 21 de agosto de 1956) era un ciclista francés con una carrera prometedora, pero que se vio truncada por un grave accidente que sufrió durante el Tour de Francia de 1907. Fue ciclista profesional en 1906 y 1907. 

## Palmarés
- 1903 (amateur)
  - Campeón de Francia amateur
  - 1º en la París-Caen
  - 1º de la Bruselas-Lieja
- 1905
  - 1º en la París-Caen
- 1906
  - 1º en la Burdeos-París
  - 2º en la París-Roubaix
- 1907
  - Vencedor de una etapa Tour de Francia
  - 4º en la Burdeos-París

### Resultados al Tour de Francia
- 1906. Abandona (11.ª etapa)
- 1907. Abandona (7ª etapa)